# Lodovico Vigilante
Lodovico Vigilante (Verona, 13 giugno 1882 – Mauthausen, 6 febbraio 1945) è stato un poliziotto italiano che durante la Seconda guerra mondiale si distinse per l'aiuto fornito a ebrei e perseguitati politici sotto la Repubblica Sociale Italiana.

## Biografia
Nato a Verona nel 1882, si laureò in giurisprudenza prima di entrare in servizio nella Polizia di Stato nel 1909. Durante la sua carriera fu assegnato a varie sedi italiane. Nel 1929 fu nominato commissario a Lipari, dove si occupò della sorveglianza sui confinati politici, fra cui anche esponenti antifascisti. Nel 1930 ricevette l'onorificenza di Cavaliere della Corona d'Italia.
Nel 1937, dopo la morte della moglie, fu trasferito a La Spezia, dove assunse la direzione della stazione di polizia del quartiere Migliarina e la responsabilità del porto.

## Attività nella Resistenza
Dopo l’armistizio dell’8 settembre 1943 e l’instaurazione della Repubblica Sociale Italiana, Vigilante rifiutò di aderire alla nuova repubblica fascista. Insieme ai colleghi Nicola Amodio, Annibale Tonelli e Domenico Tosetti, aiutò ebrei, antifascisti e renitenti alla leva a fuggire verso la Svizzera o le zone liberate, fornendo documenti falsi e protezione.
Il 23 novembre 1944, fu arrestato dalle SS tedesche coadiuvate da membri della Guardia Nazionale Repubblicana, mentre era in convalescenza per un ictus. Fu incarcerato a Genova, poi trasferito al campo di transito di Bolzano, e infine deportato al campo di concentramento di Mauthausen il 1º febbraio 1945, dove gli fu assegnato il numero di matricola "126535". Morì il 6 febbraio 1945, pochi giorni dopo l'arrivo.

## Commemorazione
In sua memoria, nel 2024 è stata installata una pietra d'inciampo (Stolperstein) a La Spezia, in via XX Settembre 6. La pietra è parte del progetto europeo dell’artista Gunter Demnig per commemorare le vittime del nazifascismo. 

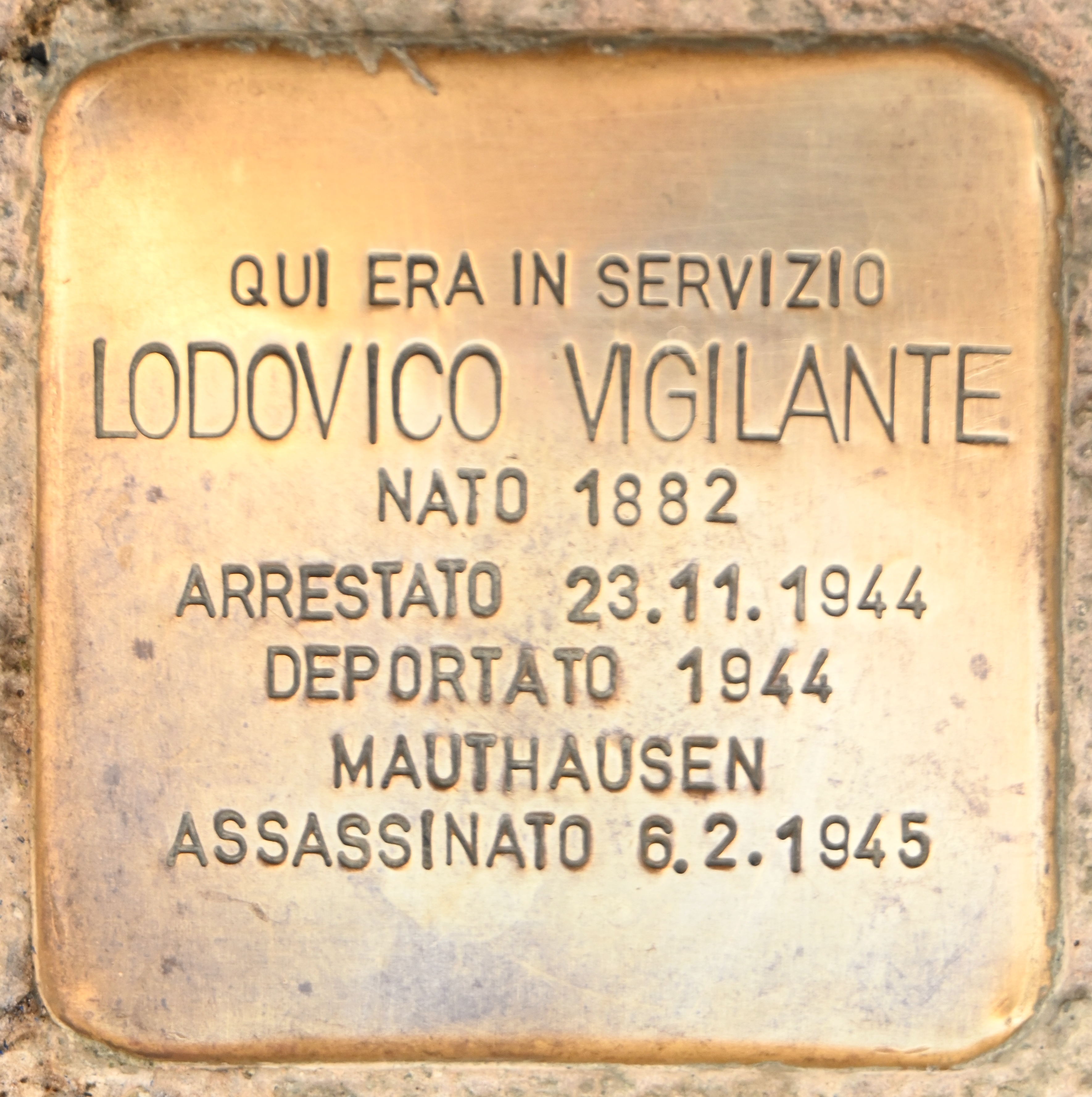
La pietra d'inciampo in memoria di Lodovico Vigilante a La Spezia